# 11465 Fulvio
11465 Fulvio è un asteroide della fascia principale. Scoperto nel 1981, presenta un'orbita caratterizzata da un semiasse maggiore pari a 3,1016189 au e da un'eccentricità di 0,0274644, inclinata di 20,54470° rispetto all'eclittica.
L'asteroide è dedicato al fisico sperimentale italiano Daniele Fulvio, professore di fisica e astrofisica presso la Pontifícia Universidade Católica do Rio de Janeiro, per i suoi studi sperimentali degli effetti dell'erosione spaziale sugli asteroidi.